# Avicennia bicolor
Avicennia bicolor är en akantusväxtart som beskrevs av Standley. Avicennia bicolor ingår i släktet Avicennia och familjen akantusväxter. Inga underarter finns listade i Catalogue of Life.